# Mantis carinata
Mantis carinata är en bönsyrseart som beskrevs av Cosmovici 1888. Mantis carinata ingår i släktet Mantis och familjen Mantidae. Inga underarter finns listade i Catalogue of Life.